# Iphiaulax megacerus
Iphiaulax megacerus är en stekelart som beskrevs av Szepligeti 1914. Iphiaulax megacerus ingår i släktet Iphiaulax och familjen bracksteklar. Inga underarter finns listade i Catalogue of Life.